# أندريا ماركون
أندريا ماركون ولد في يوم 6 فبراير في فيفري سنة 1963.هو عازف أرغن وعازف على القيثارة وقائد فرقة موسيقية إيلي متخصص في موسيقى الباروك الإيطالية.

## سيرة شخصية
ولدت أندريا ماركون في تريفيزو. كان يعمل على الأرغن والقيثاري مع فاني أوساردي. دخل Schola Cantorum في بازل عام 1983 حيث تلقى دروسًا من جان كلود زيندر وجيسبر كريستنسن وجوردي سافال. في نفس العام أسس فرقة (بالإنجليزية: Sonatori de la Gioiosa Marca)‏